# Vohwinkel
Vohwinkel è un distretto urbano (Stadtbezirk) di Wuppertal.
Ha una superficie di 20,4 km² e una popolazione (2008) di 31.431 abitanti.

## Suddivisione amministrativa
Il distretto urbano di Vohwinkel è diviso in 9 quartieri (Stadtteil):
- 30 Vohwinkel-Mitte
- 31 Osterholz
- 32 Tesche
- 33 Schöller-Dornap
- 34 Lüntenbeck
- 35 Industriestr
- 36 Westring
- 37 Höhe
- 38 Schrödersbusch